# Sherburn House
Sherburn House var en civil parish från 1858 till 1986 då den blev en del av Sherburn och Shincliffe, i grevskapet Durham, i England. Civil parish var belägen 4 km från Durham och hade 192 invånare år 1971.